# Justin-Chrysostome Sanson
Justin-Chrysostome Sanson, född 9 augusti 1833 i Nemours, död 2 november 1910 i Paris, var en fransk skulptör. 
Sanson studerade vid École des beaux-arts i Paris och vann Rompriset 1861. Bland hans många arbeten märks Saltarello (dansande italiensk yngling, 1866, palatset i Fontainebleau), Jeanne d'Arc på bålet (1867), Pietà (grupp, 1869), Susanna samt flera dekorativa statyer och grupper (i operahuset i Paris, justitiepalatset i Amiens med flera). Sanson är representerad i flera museer i Frankrike. Han testamenterade sina samlingar av måleri, skulpturer, fajanser, tapisserier med mera till museet i Nemours.